# 巨諧蛙
存最大的蛙，首尾長可達32（13英寸），重可達3.25（7.2英磅）區內，由於人類的捕食、寵物貿易和棲息地破壞而數量不斷減少。

## 特征
其兩性異形特征不明顯，重600—3,250 g（1.3—7.2磅），首尾長17—32 cm（7—13英寸），眼睛直徑可達2.5 cm（1.0英寸）。

## 習性

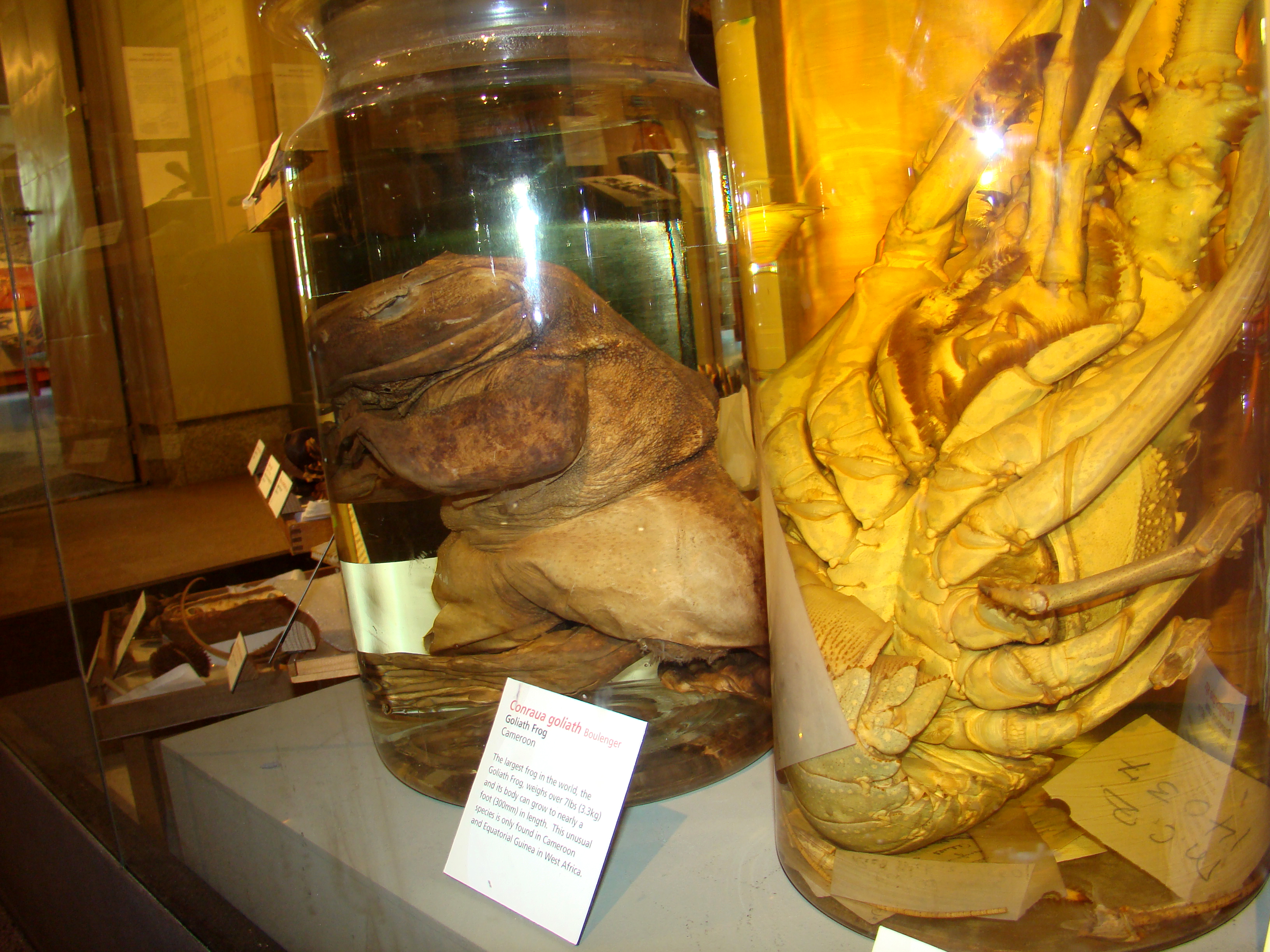
哈佛自然历史博物馆中的標本

### 繁殖
它是一種水生蛙，產卵於水中植物上。它沒有声囊，因此不像很多蛙一樣靠聲音來吸引配偶。它一次能產成百上千的卵，单个直徑3.5 mm（0.14英寸）。雄蛙負責以碎石築巢，雌蛙負責守衛。

### 食物
其蝌蚪素食，僅吃Dicraeia warmingii（川苔草科，生長於急流中）這一種植物，但成體會捕食其他小型蛙類、螃蟹、龜、蛇、魚等。其胃中曾發現過蝙蝠。

## 人工飼養
霸王蛙有時會作為寵物，但因難以適應人工環境，成活率低。

## 另見
- 胡寧湖巨型水蛙（Telmatobius macrostomus）

## 外部連結
維基物種上的相關：巨諧蛙
- 網絡生命大百科

 维基共享资源上的相關多媒體資源：巨諧蛙